# Fekete kősün
A fekete kősün (Paracentrotus lividus) a tengerisünök (Echinoidea) osztályának Camarodonta rendjébe, ezen belül a Parechinidae családjába tartozó faj.

## Előfordulása
Ez a leggyakoribb tengerisün a Földközi-tengerben. Az Atlanti-óceán partvidékén Írországtól Marokkóig és az Azori-szigeteken fordul elő.

## Megjelenése
A kősünök színe nagyon változatos. A zöldes színű egyedek mellett barnás, sötét- és világos ibolyás tüskéjűek is előfordulnak. Átmérője eléri a 6 centimétert, a tüskék 3 centiméter hosszúak.

## Életmódja

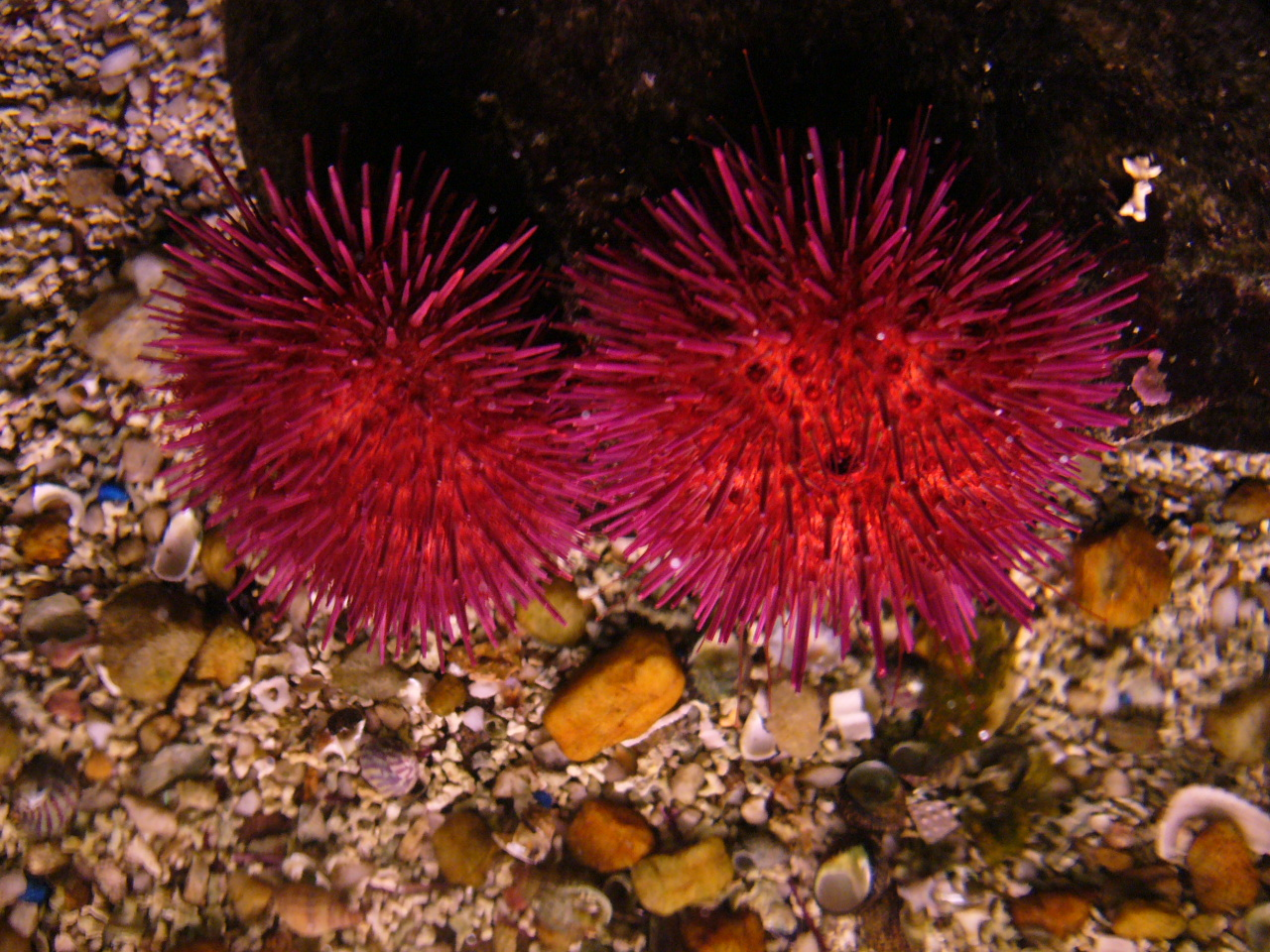
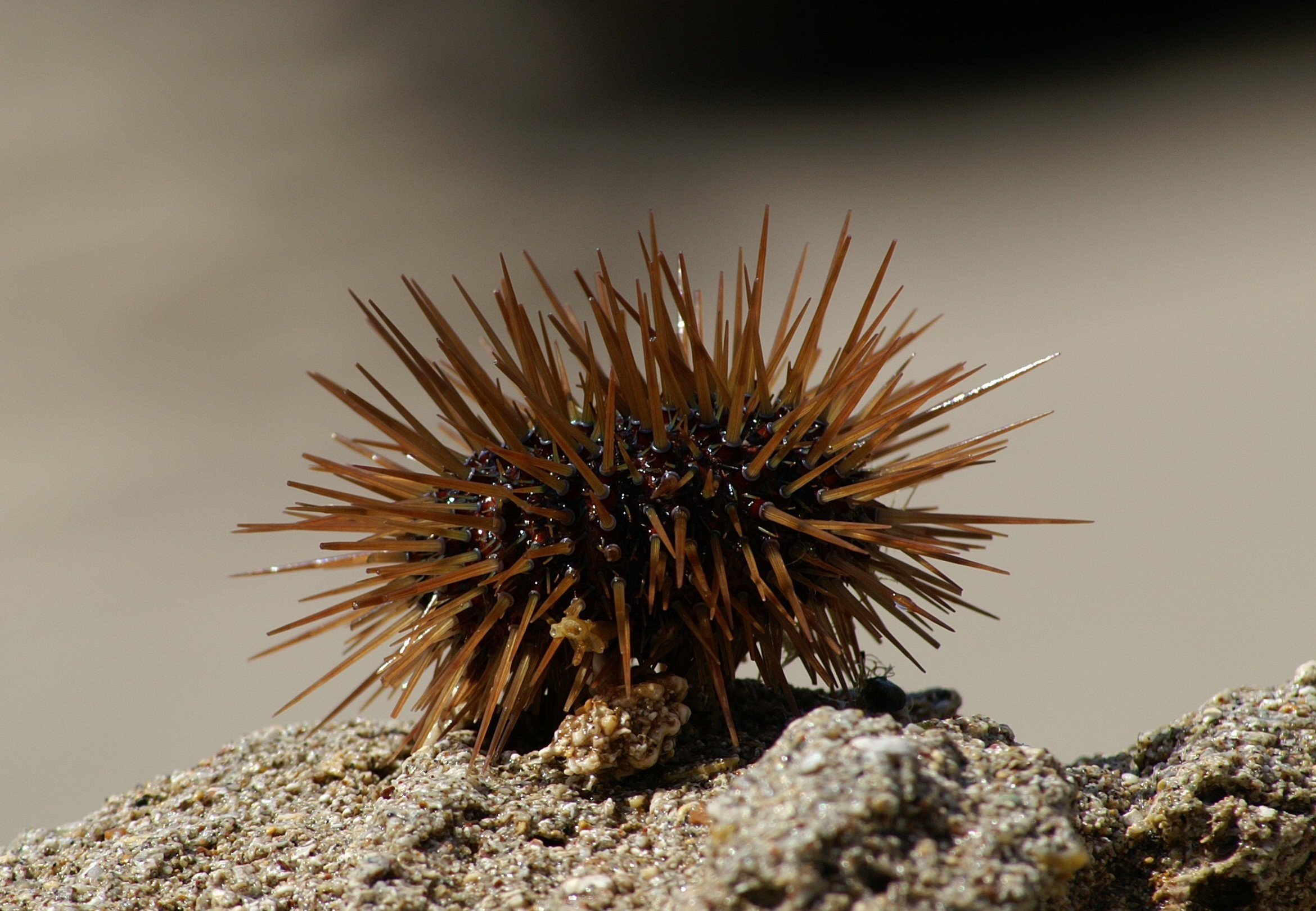
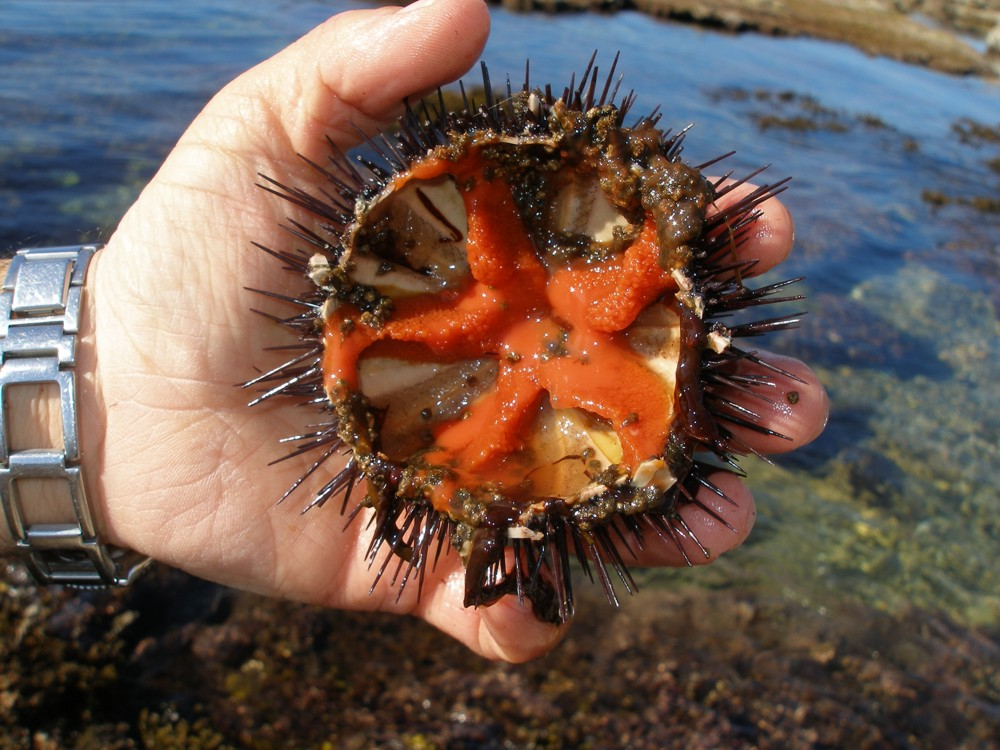

Társasan él; gyakran ezrével ülnek egymás mellett sziklákon és partközeli tengerifűmezőkön. Néha erős fogazatával — tüskéivel támogatva, feltehetően a hullámverés elleni védekezésként — befúrja magát a kőzetbe (főleg a mészkősziklákba). Lakóüregét idővel kimélyíti, annak bejáratát azonban nem tágítja ki, így végül gyakran barlangjának foglya marad. Ekkor valószínűleg a hullámjárással besodort szerves anyagokkal táplálkozik. A szabadban élő állatok kizárólag a sziklák algabevonatát és az abban élő parányi szervezeteket fogyasztják.

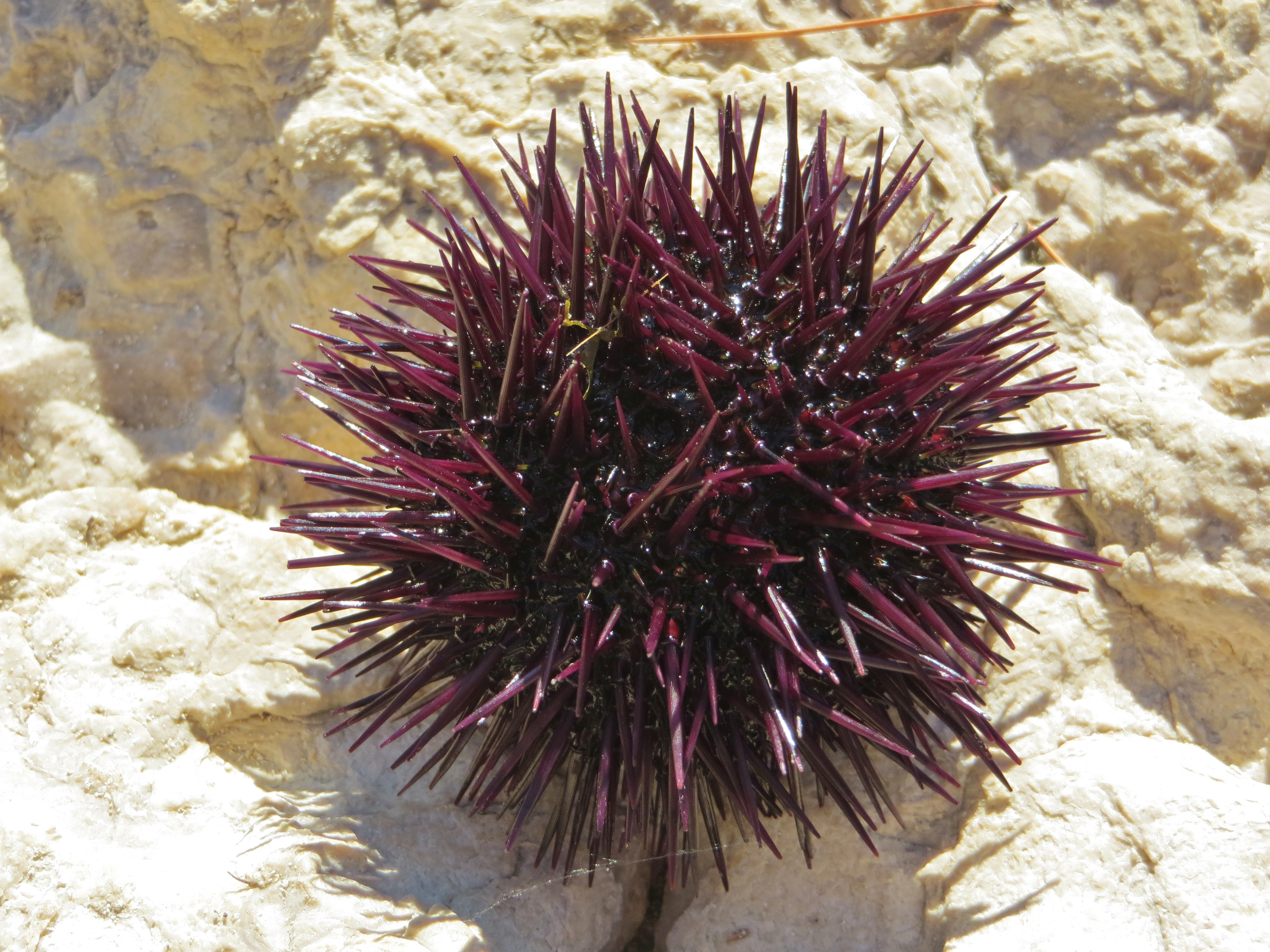
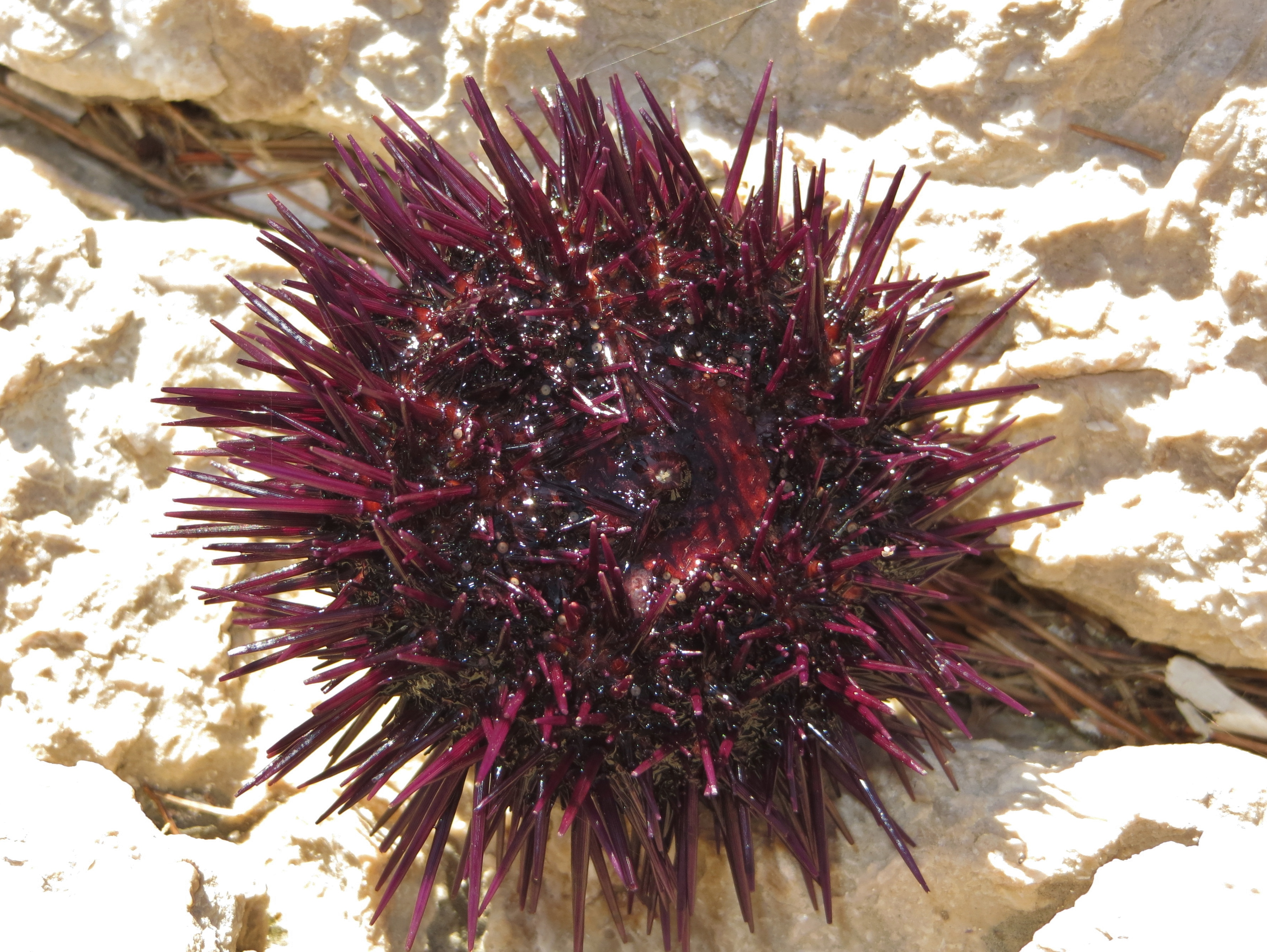
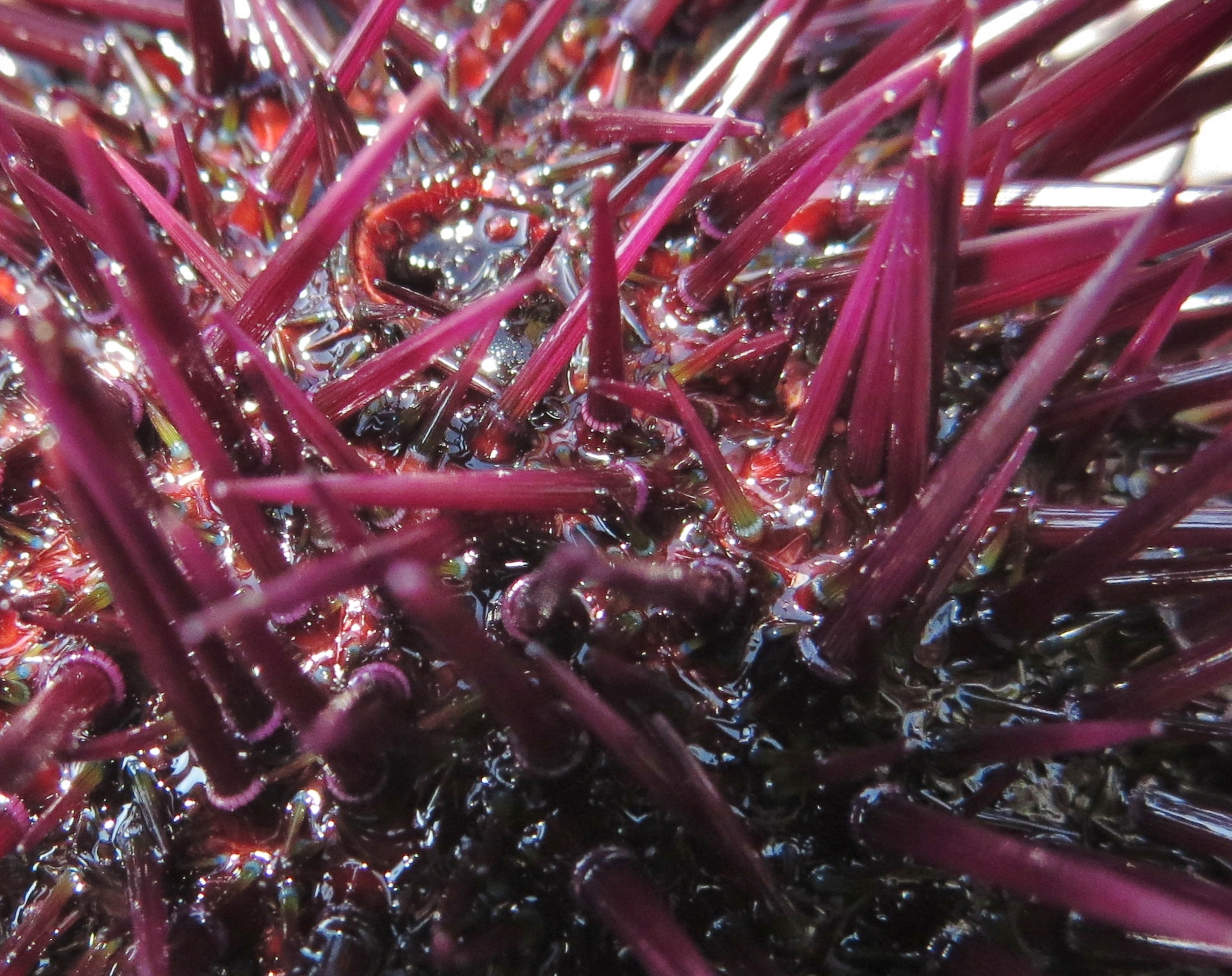